# برایروود (کنتاکی)
برایروود (به انگلیسی: Briarwood) شهری در ایالت کنتاکی کشور ایالات متحده آمریکا است که جمعیت آن در سرشماری سال ۲۰۱۰ میلادی، ۴۳۵ نفر بوده‌است.